# 건바운드
《건바운드》(GunBound)는 소프트닉스에서 제작한 온라인 대전 슈팅 게임이다. 수많은 일반적인 게임 플레이 기능을 공유하므로 웜즈 시리즈와 비교되었다.
오리지널 버전은 2002년 5월 한국에서 출시된 후 2003년 8월 전 세계에 출시되었다. 스핀오프 모바일 게임 건바운드M은 2017년 7월에 출시되었다. 뉴 건바운드라는 속편은 모바일용으로 2019년 9월에, PC용으로 2019년 9월에 발표되었다. 2020년 5월. PC 버전은 2020년 7월에 스팀에서 출시될 예정이었다. 그러나 미출시 상태로 남아 2021년 2월에 스팀에서 제거되었다.

## 게임플레이
건바운드는 2차원 게임과 탄도 시뮬레이션 게임의 특성을 지닌 턴제 포병 게임플레이를 제공한다.
지형 조건, 바람의 흐름 및 원소 현상과 같은 요인으로 인해 플레이어는 목표와 궤적 파워 설정을 지속적으로 변경하는 동시에 전략을 재고해야 한다. 건바운드는 또한 모바일, 플레이어가 사용하는 무기 및 아이템의 영향을 받는 "지연" 턴 시스템을 구현한다. 아이템을 사용하거나 행동에 시간을 들이면 플레이어의 다음 턴까지 더 오래 기다려야 한다.
모든 게임이 시작되기 전에 룸 마스터는 해당 게임 중에 특정 항목이 사용되지 않도록 비활성화할 수 있는 옵션이 있다. 항목을 모두 비활성화하거나 비활성화할 수 없다. 아이템은 1개 또는 2개의 슬롯을 차지하며 각 플레이어는 6개의 슬롯에 맞는 한 아이템 조합을 획득할 수 있다. 일반적으로 강한 아이템은 두 개의 슬롯을 차지하고 약한 아이템은 한 개의 슬롯을 차지한다. 현재 4가지 유형의 항목을 사용할 수 있다. 공격 아이템, 방어 아이템, 날씨 아이템, 기타 아이템 등이 있다.

## 같이 보기
- 포트리스 2